# Козлово (Некоузский район)
Козлово — село в Некоузском районе Ярославской области России. 
В рамках организации местного самоуправления входит в состав Волжского сельского поселения, в рамках административно-территориального устройства относится к Шестихинскому сельскому округу.

## География
Расположено на берегу реки Сутка в 6 км на юг от посёлка Шестихино и в 13 км на восток от районного центра села Новый Некоуз. 

## История
Каменная церковь Благовещения Божией Матери построена на средства помещика Михаила Петровича Селифонтьева в 1827 году, зимняя церковь, соединившая храм с отдельной колокольней построена на средства крестьянина Кирилла Бутусова в 1862 году. В церкви было три престола: Благовещения Божией Матери, Архистратига Михаила в летней и препод. Мирона — в зимней. 
В конце XIX — начале XX века село входило в состав Ново-Никольской волости Мышкинского уезда Ярославской губернии.
С 1929 года село входило в состав Шестихинского сельсовета Некоузского района, с 2005 года — в составе Волжского сельского поселения.

## Население
| 1859 | 2002 | 2007 | 2010 |
| ---- | ---- | ---- | ---- |
| 15   | ↗21  | ↘14  | ↘13  |

## Достопримечательности
В деревне расположена действующая Церковь Благовещения Пресвятой Богородицы (1827).